# Bergamote Crassane d'Hiver
Espèce
Classification phylogénétique
La bergamote Crassane d'Hiver est un très ancien cultivar de poire. 

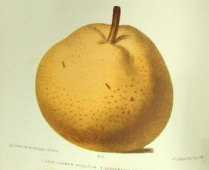
Vue du dessus, par A. Mas.

## Synonymes
- Bergamote crassane d'hiver
- Bergamote crassane de Bruneau
- Beurré de Bruneau
- Bergamote Crésane[1]

Attention, la bergamote est aussi le fruit du bergamotier, arbre de la famille des Rutacées (à ne pas confondre avec la poire Bergamote ou ses variétés).

## Origine
Elle a été décrite, en 1690, déjà, dans le centre de la France, sous le nom de Bergamote Crésane.
Pour d'autres, ce fruit est obtenu en 1855 dans la propriété de la Bourdinière sur la commune de Château-Thébaud en Loire-inférieure (Loire-Atlantique).

## Arbre
Arbre délicat, fertile, mieux sur franc en pyramide ou espalier.

## Fruit
Le fruit est de 8 cm de hauteur sur 8 cm de diamètre. 
Son pédoncule est assez court, ligneux et mince.  Il mesure environ 2 cm.
Le calice est ouvert, à divisions assez longues, noires ou de couleur très foncée comme le pédoncule. Il est placé dans une cavité assez profonde.
La peau est rude, vert clair, semée de petits points roux et ombrée de même couleur ; elle passe au jaune or à maturité.
Sa chair est blanche à jaunâtre.

### Époque de floraison
Elle est moyenne, mais considérée comme une des plus résistantes aux gelées.

### Conservation
De décembre à mars.

### Maladies, parasites et ravageurs
Se chancre rapidement.
Il vaut mieux greffer sur franc ou sur arbres bien vigoureux.
La poire Crassane est un fruit de table qui a l’avantage de se conserver jusqu’en février ou mars de l’année suivant la récolte.